# One Sansome Street
One Sansome Street (lub Citicorp Center) – wieżowiec w San Francisco w Stanach Zjednoczonych. Ma 168 metrów wysokości i 39 pięter. Jego powierzchnia użytkowa jest wykorzystywana głównie jako biura. Zaprojektowała go firma Johnson, Fain & Pereira. Budowa zakończyła się w 1984 roku.